# آلان شبات
آلان شبات (بالفرنسية: Alain Chabat)‏
```
هو 
مقدم تلفزيوني
 
ومنتج أفلام
 
وكاتب سيناريو
 
ومقدم برامج إذاعية
 
ومخرج
 
وممثل
 
فرنسي
، ولد في 24 نوفمبر 1958 
بوهران
 في 
الجزائر
.
[
4
]
[
5
]
[
6
]
```

## أعمال

### أفلام
- (2002) انجراف القارات
- (2009) ليلة في المتحف 2[7]
- (2012) ألف كلمة[8]

## وصلات خارجية
- آلان شبات على موقع IMDb (الإنجليزية)
- آلان شبات على موقع ميتاكريتيك (الإنجليزية)
- آلان شبات على موقع روتن توميتوز (الإنجليزية)
- آلان شبات على موقع قاعدة بيانات الأفلام العربية
- آلان شبات على موقع ألو سيني (الفرنسية)
- آلان شبات على موقع ميوزك برينز (الإنجليزية)
- آلان شبات على موقع أول موفي (الإنجليزية)
- آلان شبات على موقع قاعدة بيانات الأفلام السويدية (السويدية)
- آلان شبات على موقع إن إن دي بي (الإنجليزية)
- آلان شبات على موقع ديسكوغز (الإنجليزية)